# شهدخوار شانه‌سرخ
شهدخوار شانه‌سرخ (نام علمی: Nectarinia johnstoni) نام یک گونه از تیره شهدخواران است. این نام به سبب وجود پرهای بلند سرخ‌رنگ در شانه‌های این گونه برای آن برگزیده شده است.